# Amina Rani Kilegefaanu
Amina Rani Kilegefaanu oder Aminath Rani Kilegefan (Dhivehi އަމީނާ ރާނީ ކިލެގެފާނު; geb. ca. 1745; gest. nach 1759) war regierende Prinzessin im Sultanat der Malediven in Abwesenheit ihres Vaters Muhammad Imaduddin III. (1754–1757) und anschließend regierende Sultana von 1757 bis 1759.

## Leben
Amina war die Tochter von Sultan Muhammad Imaduddin III. 1752 wurde ihr Vater Ali Raja Kunhi Amsa II. dem Befehlshaber des Arakkal-Königreichs gefangen genommen, geblendet, auf der Insel Kavaratti in den Lakkadiven festgesetzt und Malé wurde von den Malabaren von Kannur besetzt. Nach 17 Wochen der Besetzung wurde Malé durch Muleegey Dom Hassan Maniku, genannt Hassan Manikfan, befreit. Ihre erwachsene Cousine in väterlicher wie mütterlicher Linie, Amina Kabafa’anu (Amina I.), wurde als Regentin auf den Thron gesetzt und Hassan Manikfan war de facto der Ko-Regent.

### Regierungszeit
1754 dankte die Cousin Amina I. ab und Amina II. wurde mit neun Jahren, in Abwesenheit ihres Vaters, nominell als Regierende Prinzessin eingesetzt. Hassan Manikfan blieb Ko-Regent. Als ihr Vater 1757 verstarb, wurde Amina II. als Königin und Sultana der Malediven ausgerufen und Hassan Manikfan offiziell zum Regent gemacht. Sie war zu der Zeit etwa zwölf Jahre alt.
1759 wurde sie zu Gunsten ihres Onkels väterlicherseits Hasan ’Izz ud-din abgesetzt. Ihr Nachfolger war Berichten zufolge freundlich zu seinen Verwandten und speziell Amina „erhielt von ihm großen Respekt“ („received great respect“).